# خالد النعسان
خالد عبد المنعم عثمان النعسان (مواليد 20 مايو 1989 في السعودية لاعب كرة قدم سوداني يجيد اللعب في خط الهجوم.

## مسيرة اللاعب
تدرج خالد في فرق البراعم في مسقط راسه بالحاج يوسف مع فريق الاولمبي ولمع نجمه منذ الصغر وعندها قام نادي الحاج يوسف بضم اللاعب لكشوفاته. تألق اللاعب مع ناديه وتوج ذلك بصعود الفريق لدوري الدرجة الثانية ببحري وتوج هدافا وأفضل لاعب في السنترليق. في العام التالي قام نادي الأمير البحرواي بضمه لكشوفاته واثبت اللاعب نفسه بل وساهم في صعود الفريق للدوري الممتاز ومتوجا نفسه هدافا للتاهيلي. في عام 2015 قام نادي المريخ السوداني بضم اللاعب لكشوفاته بعد صراع مع انديه الممتاز ووقع مع نادي الثقبة السعودي مطلع عام 2020 لتمثيله كلاعب مواليد.